# Castelul Lembeck

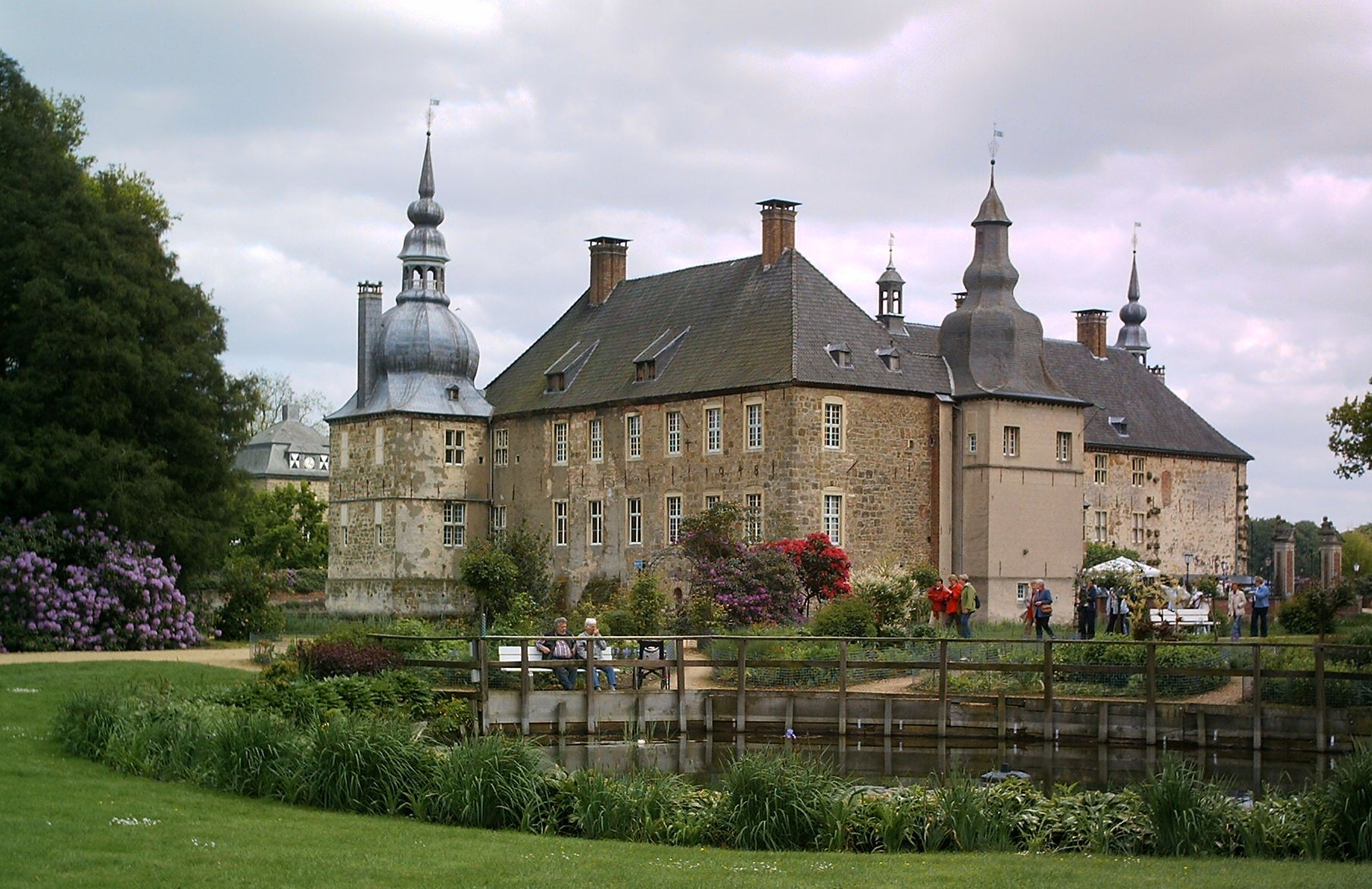
Castelul Lembeck

Castelul Lembeck este amplasat la sud de localitatea Lembeck, care a fost integrat în anul 1975 la orașul Dorsten. El se află amplasat la granița dintre regiunile Ruhrgebiet și Münsterland. Castelul se află într-o regiune mlăștinoasă, împădurită în Parcul Național Hohe Mark. În prezent castelul clădit în stil baroc este deschis zilnic vizitatorilor. Aici se poate vedea printre altele vase din porțelan chinezesc, tapițerie flamandă, picturi și mobilier din timpul Rokoko și Empire.

## Descriere

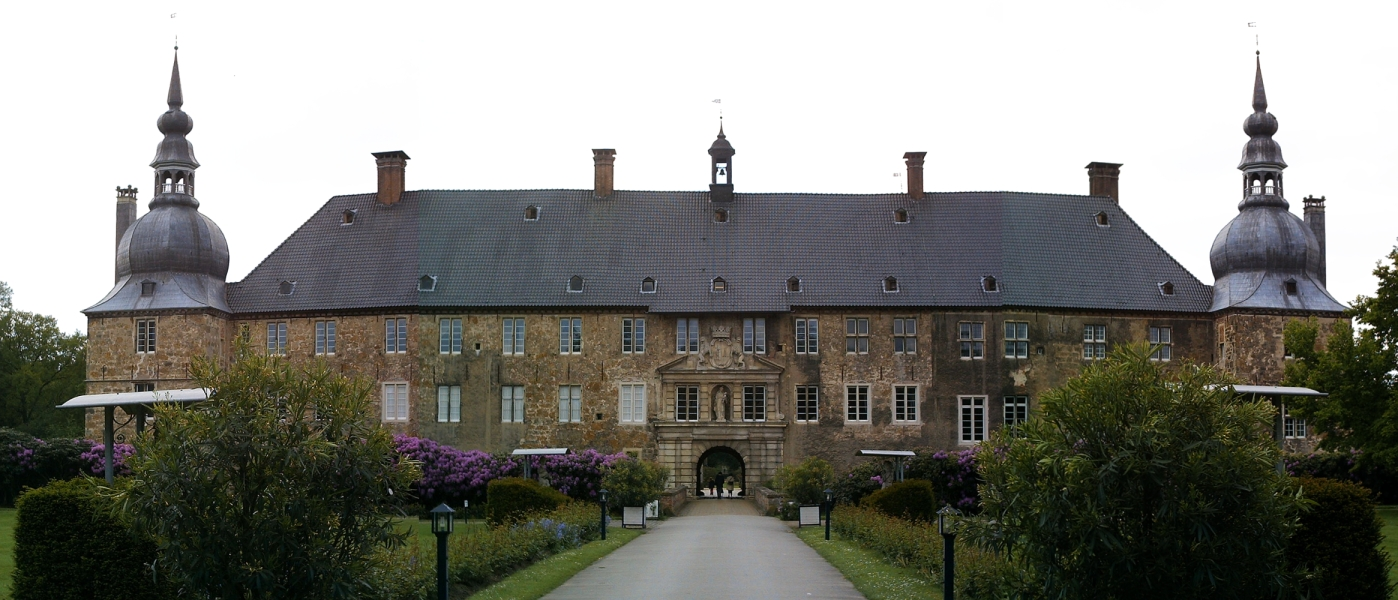
Conacul

### Partea exterioară a castelului
O clădire dreptunghiulară cu o înălțime de 110 m, un turn de intrare cu două etaje, construită în 1692.

### Conacul
Construită în 1679, clădirea cu trei etaje aflată sub acoperișul gamberei, portalul de gresie și turnurile de colț cu cupole în formă de pară are o lungime de 94 m. În partea de vest există o verandă cu 14 trepte care duce spre terasa din secolul al XIX-lea.

### Turnul cu o capelă
Turnul în stilul neogotic este situat în colțul nord-vestic al conacului. 

### Parcul
În 1674-1692 a fost înființat un parc în stil francez pe partea vestică a castelului. În secolul XX, parcul a fost remodelat în stilul neregulat englez.

## Galerie

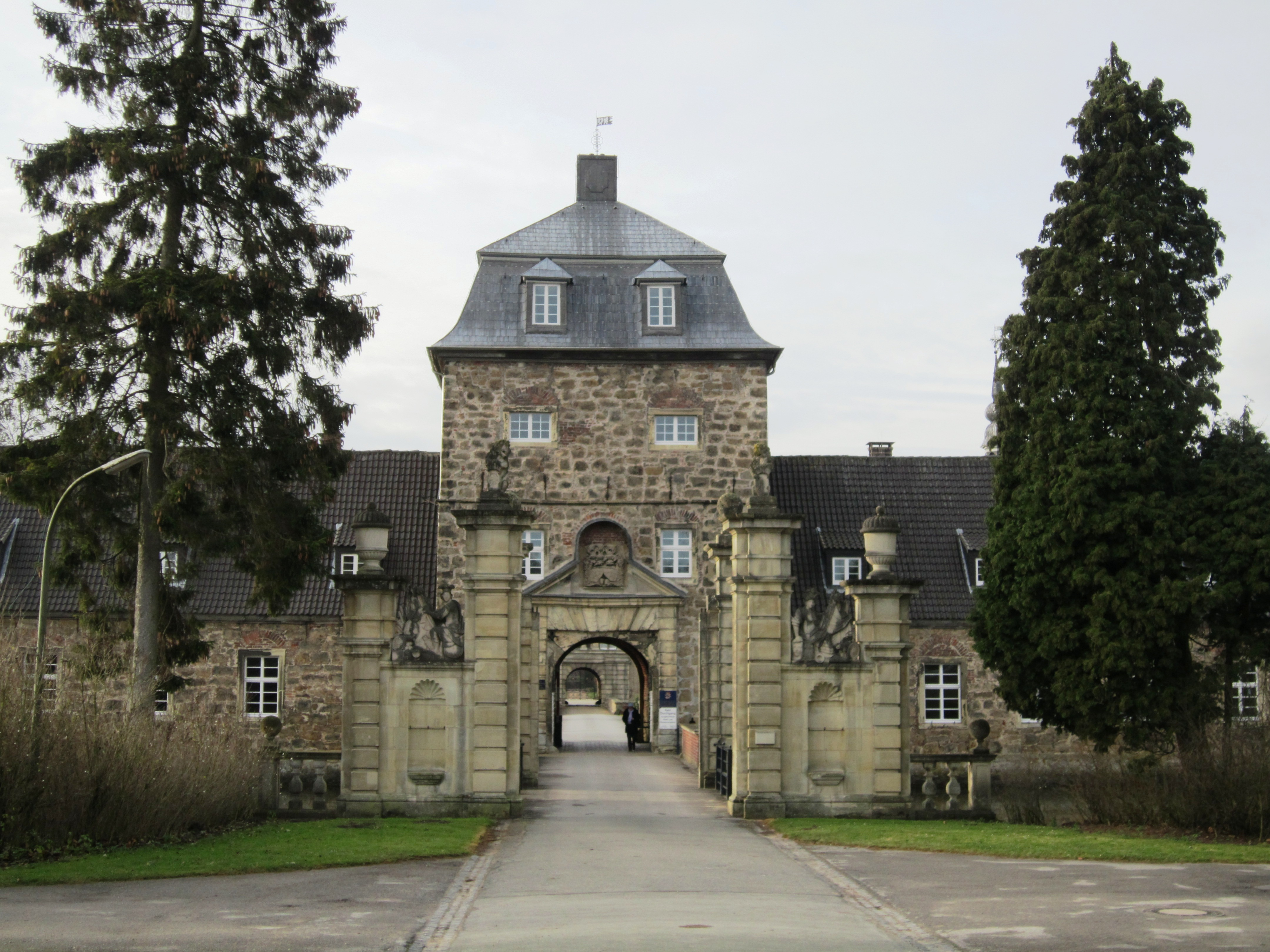
Intrarea castelului
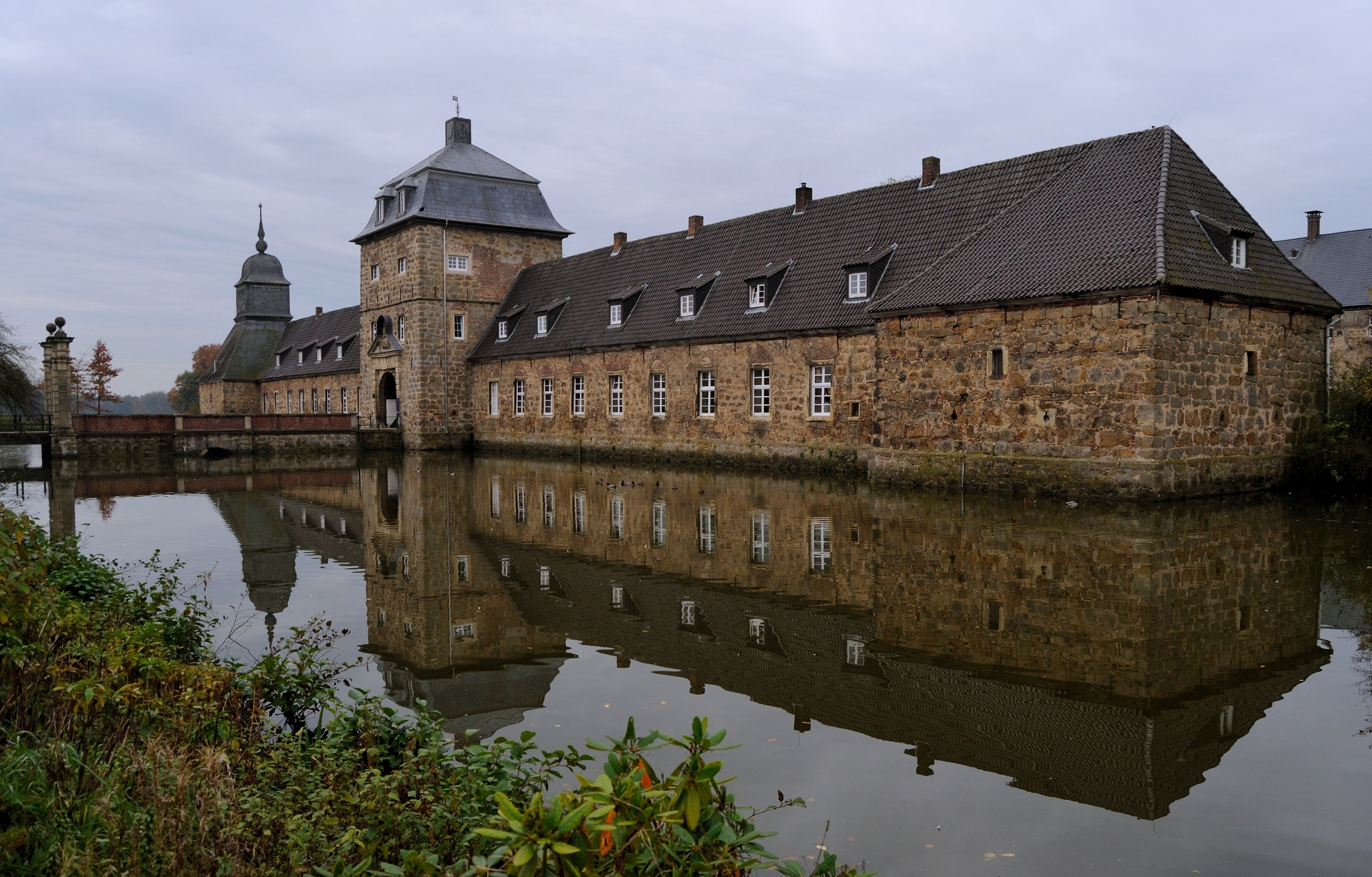
O aripă a castelului
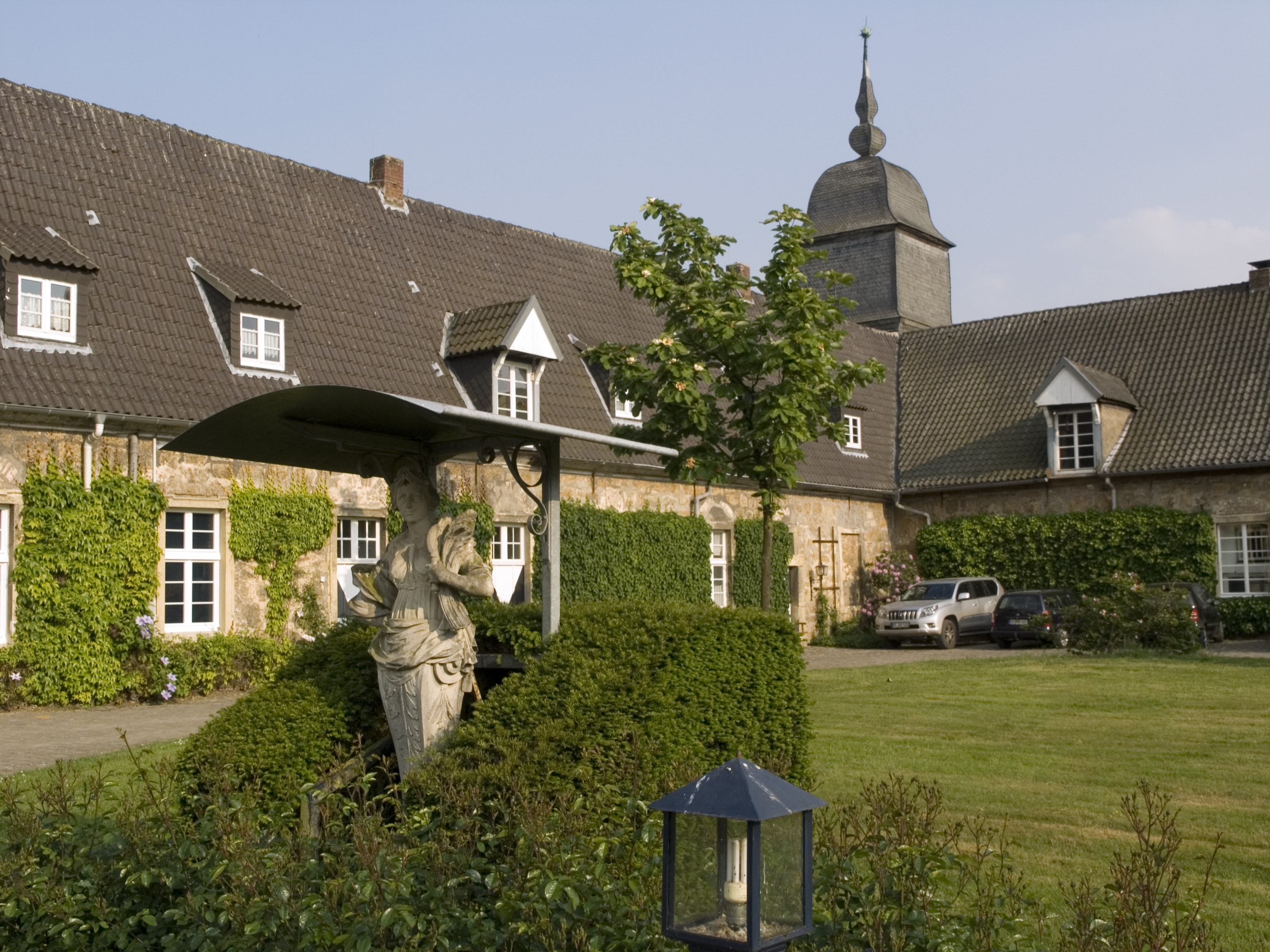
Vedere din curtea castelului
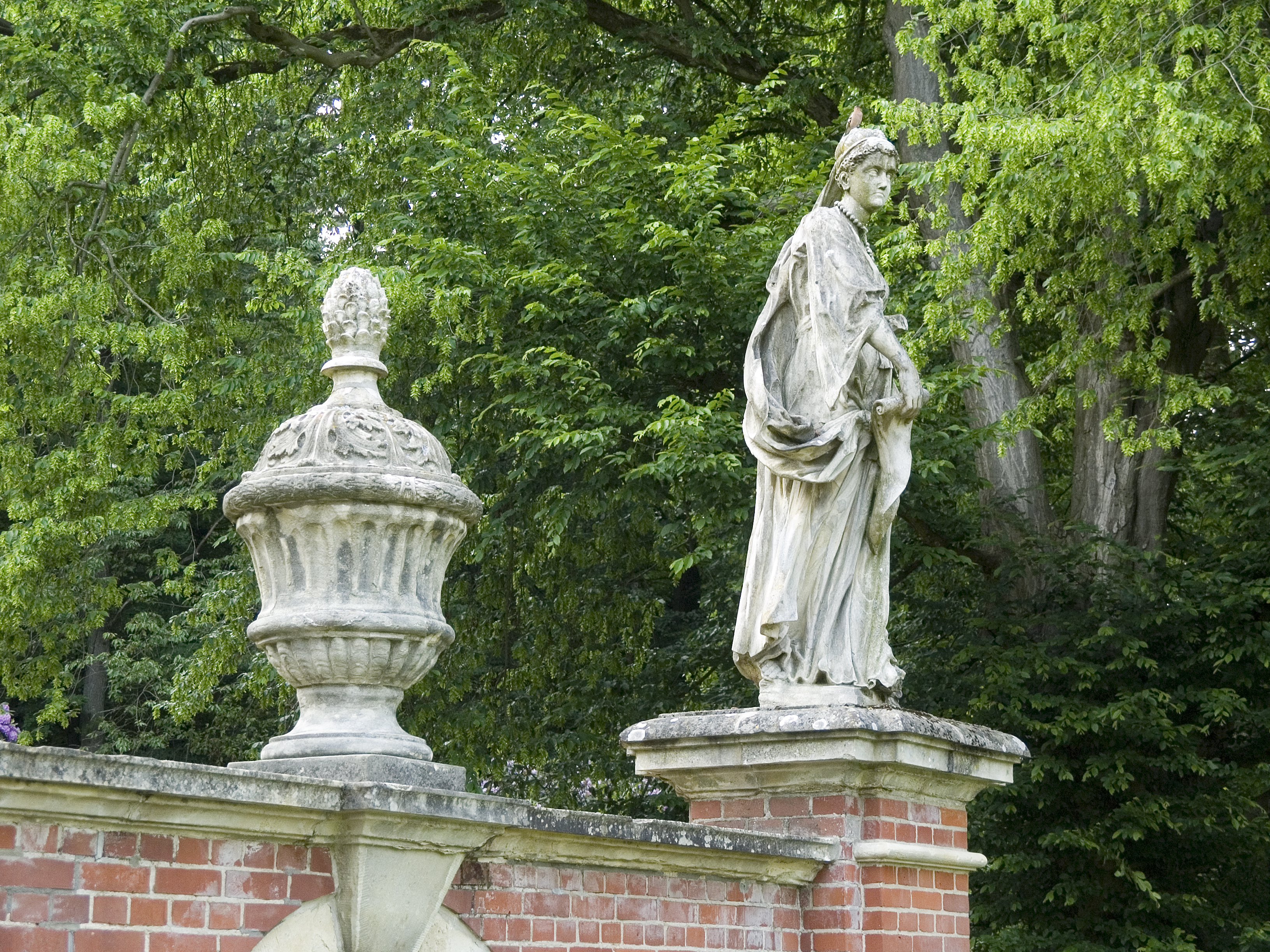
Sculptură la poarta de vest